# 大日本帝国憲法第11条
大日本帝国憲法第11条（だいにほん/だいにっぽん ていこくけんぽう だい11じょう）は、大日本帝国憲法第1章にある、天皇大権の一つである陸海軍の統帥権を規定した条項である。

## 現代風の表記
「天皇は、陸海軍を統帥する。」

## 内容
実質的な意義は、統帥事項を政府（内閣や議会）の管轄から独立させ、陸海軍当局の管轄とさせたことにある。この条文等の解釈を巡って、ロンドン海軍軍縮会議の際に、いわゆる統帥権干犯問題が起こった。

### 陸海軍統帥の大権
明治維新の当初には、大日本帝国の統一的な軍隊は未だ存在せず、各藩の軍隊があったのみである。戊辰戦争その他明治初年の戦役において官軍として編成されたのは、諸藩に命じて出兵させたのにすぎなかった。明治2年（1869年）の版籍奉還後も、藩政は依然として継続しており、藩兵の制も旧のごとくであった。明治4年（1871年）3月、薩摩藩、長州藩及び土佐藩の三藩の兵を徴して親兵とし、同年4月に東山道（東山道鎮台）及び西海道（西海道鎮台）に鎮台を置いた。同年8月には、二鎮台を廃して東京鎮台、大阪鎮台、鎮西鎮台、東北鎮台を置いた。これらは、同年7月の廃藩置県と相まって、初めて大日本帝国軍隊の統一が完成されたものとされている。
明治5年（1872年）11月28日、明治天皇は、初めて全国徴兵の詔を発した。これによって、兵役を武士の特権とする制度が全廃され、国民皆兵の制度が布かれることとなった。同日、太政官の名をもって徴兵告諭が発せられた。
明治6年（1873年）1月10日には、徴兵令が発布され、国民があまねく兵役義務に服することとなった。徴兵令は、その後、明治8年（1875年）1月、明治15年（1882年）1月、明治22年（1889年）1月に改正され、昭和2年（1927年）の兵役法の制定をもって全部改正されたが、その基礎たる精神において異なる点はない。
陸軍の編制は、明治4年（1871年）8月に設けられた四個鎮台が明治6年（1873年）1月に六個鎮台に増加され、さらに、明治20年（1887年）に鎮台を師団に改めて、近衛師団及び六師団を置くこととなった。師団の制度は、このときに初めて定まったものであり、その数は、その後、増減したことがあったが、おおむね同様であった。
軍隊の統一とともに、天皇が大元帥として自らこれを統帥することが確定不動の原則として承認されることとなったが、とりわけ、明治15年（1882年）1月4日の軍人勅諭は、このことを最も明白に宣言している。
天皇が自ら帝国の一切の軍隊を統帥することの大義はここによって明白であって、本条は、ただこの既定の原則を宣言したものにほかならないとされる。
なお、軍隊の最高指揮権が君主国において君主に属することはもちろんのこと、共和国においてもおおむね大統領がその権力を有することを明言している。

### 兵政分離主義
憲法の規定の文言からいうと、本条の大権は、5条以下に定められている大権と同様に、国の統治権の一の作用として、天皇が統治権を総攬する結果としての大権であるように見える。そうであるとすれば、天皇の国家統治の大権は、全て国務大臣が輔弼の任に当たるのであるから、本条の大権についても同様に国務大臣の輔弼によって行われなければならないこととなる。
しかしながら、憲法の規定は、議会制度に関係するものを除くほかは、新しい制度を創設したものではなく、従来の制度をそのまま承継してこれを成文の規定に書き表したものが多く、この種の規定についてその意義を明らかにするためには、その文字上の意義のほかに、旧来の制度を明らかにすることが必要である。天皇が陸海軍を統帥することは、憲法に始まった制度ではなく、憲法は、ただ従来すでに確定していた制度をそのまま成文に書き表したものであって、あえて旧来の制度を変革したものではないから、本条の大権と一般統治権との関係についても、憲法以前から、わが国法上、それがいかにして取り扱われていたのかを顧みる必要がある。
明治以後の兵制は、当初は、主としてフランスの制度に倣っていたが、後に、ドイツの制度を主たる参考に供したものである。ドイツにおいては、兵権と政権とを分別し、参謀本部を政府の外に置いて独立の地位を有するものとし、大元帥としての皇帝の権力については、帝国宰相は輔弼の責任を負わないものとしていた。
大日本帝国において、明治11年（1878年）12月に参謀本部が設置されたのは、このドイツの制度に倣ったものであり、明治18年（1885年）に太政官が廃止されて新たに内閣制度を設け、明治22年（1889年）12月に内閣官制が発布されたときには、「事ノ軍機軍令ニ係リ參謀本部長ヨリ直ニ奏上スルモノハ天皇ノ旨ニ依リ之ヲ內閣ニ下付セラルヽノ件ヲ除ク外陸軍大臣海軍大臣ヨリ內閣總理大臣ニ報告スヘシ」（7条）と規定された。これは、「帷幄上奏」と称されているものであり、内閣総理大臣を経由せず、「軍機軍令」に関しては、参謀総長又は海軍軍令部長から、若しくは陸軍大臣又は海軍大臣から直接に上奏して裁可を得ることができるものとして認められた。ただし、それは、あえて内閣官制によって初めて定められた制度ではなく、参謀本部の設置以来、常に行われていたものであって、天皇の帷幄と天皇の政府とが分離されて、陸海軍統帥の大権は天皇の帷幄によって行われ、それには参謀総長及び海軍軍令部長が参画する、国家統治の大権は天皇の政府によって行われ、それには内閣が輔弼の責めに任ずるということを大体の主義としていた。内閣官制は、この従来すでに久しく行われていた制度の既定の前提として、これを明文に示したものにほかならない。すなわち、大日本帝国憲法制定前からの制度において、一般の政務に関する大権と軍の統帥に関する大権とは、その輔弼の機関を異にし、国務大臣は、ただ一般の政務についてのみ責めに任じ、軍の統帥は国務大臣の職務外に置かれていたのである。大日本帝国憲法は、この制度を変革したものと認めるべき根拠はなく、憲法実施後においても、なお、その制度がそのまま引き続き行われているのであって、これを「兵政分離主義」という。
『憲法義解』において、「今上中興ノ初親征ノ詔ヲ発シ大権ヲ総攬シ爾来兵制ヲ釐革シ積弊ヲ洗除シ帷幕ノ本部ヲ設ケ自ら陸海軍ヲ総ヘタマフ而シテ祖宗ノ耿光遺烈再ヒ其ノ舊ニ復スルコトヲ得タリ本條ハ兵馬ノ統一ハ至尊ノ大権ニシテ専ラ帷幄ノ大令ニ属スルコトヲ示スナリ」とあるのは同じ意味を示すものである。「帷幄ノ大令」とは、これを政府の権能と区別する趣旨である。ただし、それは、もとより憲法の明文をもって定められたものではなく、ただ、官制と慣習とによって定まっているにすぎないから、将来これを改めて軍の統帥についても等しく内閣の責任に属せしめ、軍隊が内閣の監督を受けることとされても、憲法の改正を要するものではなく、官制の改正によって実行することができる。
兵権と政権とが分離されている結果として、兵権について天皇を輔弼し、又は天皇のもとに兵権の一部を委任されている者は、国務大臣の監督のもとに属せず、天皇に直隷するものとされている。国の政務に関しては、国務大臣が一切の責任を負担するため、司法裁判所、行政裁判所及び会計検査院のように憲法上特に独立の地位を保障されている者を除いては、その全ての機関は国務大臣のもとに隷してその監督を受けなければならず、国務大臣以外に天皇に直隷する機関を置くことはできない。これに対して、兵馬の大権に関しては、国務大臣がその責任を負担しないため、帷幄の機関は国務大臣の監督を受けず、天皇に直隷する者となることができる。参謀総長、海軍軍令部長等の輔弼機関はもちろん、師団長、朝鮮軍・台湾軍・関東軍の各司令官、教育総監、鎮守府司令長官、艦隊司令長官、要港部司令官等は、全て天皇に直隷する機関である。
このように、軍の行動を国務大臣の責任の外に置くことは、立憲政治の普通の制度ではない。これは、立憲政治が責任政治であることの本旨に反するものであって、大多数の国においては、軍の行動をも政府の指揮・監督のもとに立たせ、国務大臣がその責任を負担するものとしている。軍の行動に関して、軍事の知識に乏しい文官の指揮・監督を受けさせることは、不当に軍の行動を掣肘し、その戦闘力を弱くするおそれがある。軍隊をして完全にその戦闘力を発揮させるためには、軍事専門家に信頼して、その完全なる自由に一任し、局外からこれに容喙しないことが必要である。大日本帝国憲法が兵政分離主義を採っているのは、国政の統一と責任政治の原則とに多少の犠牲を払ってもなお兵力を強くしようと欲することにその目的がある。
兵政分離主義の例外は、陸軍大臣及び海軍大臣である。陸軍大臣及び海軍大臣は、一面では国務大臣として内閣に列するものであり、官制上も陸軍及び海軍の軍政を管理する者として定められているが、他面では帷幄の機関として軍事参議院に列し、帷幄上奏の権限を有し、軍令に副署するものとされており、陸軍又は海軍の大将又は中将をもってこれに任ずるものと定められている。すなわち、陸軍大臣及び海軍大臣は、政務の機関であるとともに、帷幄の機関たる二重の地位を有するものであって、兵政分離主義の原則は、この限度において破られている。
なお、兵政分離主義の原則から生じる結果としては、一面において国務大臣その他政務の機関が軍の統帥に関与しないことを要求するとともに、他面において現役軍人が国の政治に関与しないことを要求する。軍人以外の政治家が兵馬のことに容喙することが軍の戦闘力を弱くするおそれがあるとともに、軍人が政治に与ることは兵馬のために政治を左右する危険を免れない。前者を避けることが必要であるとすれば、後者を避けることの必要は一層緊切でなければならない。しかしながら、わが国法は、前者を避けることについてのみ厳重であって、軍人が政治に関与することについては、現役軍人が衆議院の選挙権及び被選挙権を有しないものとしていることにおいてはその主義を守っているにもかかわらず、国務大臣中の陸軍大臣及び海軍大臣には軍人をもってこれに任ずることを要件としているのみならず、内閣総理大臣すら現役軍人をもってこれに任じた例が少なくなかったのは、その主義を一貫しないものと指摘されている。

### 統帥権の範囲
陸海軍統帥の大権は、内閣の責任に属せず、したがって、帝国議会はこれに関与することができない。国務大臣が天皇の大権について輔弼の責めに任ずることの原則に対して例外をなすものであるから、その範囲には、必ず一定の限界が守られなければならない。みだりにその範囲を拡張して政務の範囲にまで立ち入ることがあれば、政令二途に出て、二重政府の非難を免れない。
帷幄と政府との間に権限がいかにして分配されるかは、主として、官制の定め方とその運用とによって定まる問題であるが、性質上必ず守らなければならない一定の限界がある。
1. 国の歳出は予算によって帝国議会の議を経ることを要し、予算外の支出を要する限度においては、帷幄の大権によっては決することができず、必ず内閣の輔弼に待たなければならない。
2. 軍隊以外の一般人民の権利義務に関係する事項は、性質上、政務に属するものであって、帷幄において決定しうる事項ではない。そのため、例えば、徴兵・徴発の事務はもちろん、戒厳の宣告のような事項も本条の大権によっては行うことができない。
3. 外交大権は13条によって政務上の大権に属するものであるから、軍の行動であって外交に関係するものについては、内閣の輔弼によってのみ決せられることを要する。特に、外国への出兵、外国領土の占領、宣戦、講和等が内閣の責任に属し、帷幄において決することができないのはもちろんである。
4. 文武官の任免は10条によって政務上の大権に属し、内閣官制においても勅任官の進退は閣議に付せられるべきものと定められている。それゆえ、少なくとも、陸海軍の将官の任免については、閣議を経ることを要する。統帥権によってなしうるのはただ「補職」のみにとどまり、任免に及ぶことはできない。

統帥権の正当な範囲としては、（1）指揮権、（2）内部的編制権、（3）教育権、（4）紀律権の作用に限られる。

#### 指揮権
指揮権とは、軍隊の戦闘力を発揮するためにその軍事行動を指揮・統率する権力をいう。これが統帥権の本体をなすものであって、軍隊の出動を命ずることは政務の作用に属するが、すでに出動を命ぜられた上は、作戦・計画を立て、その計画を遂行し、その兵力を最も有効に働かせることは、もっぱら統帥権の作用に属し、政務の機関の容喙を容れず、また、国務大臣の責任にも属しないものである。

#### 内部的編制権
内部的編制権とは、予算に影響を及ぼさない限度において、軍隊の内部の編制を定める権限をいう。陸海軍の編制を定めることは、12条の大権に属し、内閣の責任をもって行われるべきものであるが、広い意味において「編制」と称するものの中には、外部的編制と内部的編制とを区別することを要する。内部的編制については、国務大臣の輔弼を要せず、統帥権の作用としてこれを定めることができる。外部的編制とは、何個師団を設置すべきか、一師団を構成する人員をいかにするか、航空隊その他の特殊部隊をどれだけ設置すべきかというような、軍隊の大体の構成についての定めをいい、これらは外交、財政その他国家全体の必要を考察して定められるべきものであるから、当然、内閣の輔弼を要すべき事項である。これに対して、内部的編制とは、与えられた輪郭の範囲内において、その内部の構成をいかにするかの問題に関するものであって、それは、もっぱら専門的な軍事眼によって決せられるべきものであり、一般の国政と直接の関係のある問題ではないから、陸海軍の編制についてもこの限度においては統帥権の範囲に属する。

#### 教育権
教育権とは、軍人又は軍人希望者に対して軍事上の訓練・教育を施す権限であって、これは、もっぱら軍事行動の準備であり、直接に政務に関係しない。したがって、性質上、統帥権の範囲に属する。

#### 紀律権
紀律権とは、軍隊内部の秩序・紀律を維持し、その紀律に違反した者を懲罰する権限である。軍人に対して刑罰を課すことは、国の刑罰権の作用であって、軍法会議は、統帥権の機関ではなく、国の特別裁判所として司法機関に属するものである。しかし、軍隊内部の紀律を維持することは、もっぱら統帥権の作用である。

### 軍令
軍令は、統帥権の作用として定められる命令であるから、性質上、国務大臣の副署を要するものではない。軍令には、主任の陸軍大臣又は海軍大臣が副署するものと定められているが、これは、国務大臣としての副署ではなく、帷幄の機関として奉行の任に当たることを証明する行為であるにとどまる。これに反して、軍令が国務に関する命令であり、したがって国務大臣の副署を要するものとすれば、公式令によって当然に勅令として定められなければならないものであるが、公式令の規定以外に別に軍令という形式を定めているのは、ただそれが統帥上の命令であって国務上の命令ではないということによってのみ説明することができる。
軍令は、統帥権の命令であるから、必ずしも常に公示されるものではない。軍令ニ関スル件（明治40年軍令第1号）2条に「軍令ニシテ公示ヲ要スルモノ」と規定しているのもこのためである。公示される軍令も、ただ軍人に対する公示であるにとどまり、一般国民に対する公布ではない。軍令は、ただ統帥権に服する者、すなわち平時においてはただ軍人に対してのみ効力を有するものであって、一般の人民に対して効力を有するものではない。軍隊内部の命令にとどまるものであるから、国の法令に抵触することができないのはもちろんである。

## 関連条文
- 大日本帝国憲法第12条
- 大日本帝国憲法第13条
- 大日本帝国憲法第14条
- 大日本帝国憲法第31条
- 大日本帝国憲法第32条
- 日本国憲法第9条